# Yugh
Il popolo Yugh o Yug (pronuncia |ɟuk|) faceva parte dei gruppi indigeni discendenti di un'antica popolazione che originariamente viveva nella Siberia centrale. Gli Yugh erano stanziati lungo le rive del fiume Enisej da Enisejsk al fiume Dupches.

## Storia recente
Un tempo gli Yugh erano considerati la parte meridionale del popolo Ket, ma dopo ulteriori studi, nella seconda metà del XX secolo, gli Yugh sono stai distinti dai Ket, avendo una propria lingua (benché correlata alla lingua ket), la lingua yugh, e costumi particolari. Verso la fine del secolo, gli Yugh, così come la loro lingua, sembrano essere scomparsi come gruppo etnico, secondo il censimento russo del 2002 erano rimaste solo più 19 persone di questa etnia e probabilmente nessuna parlava più la lingua.
I popoli Ket, Yugh e tutti gli altri gruppi correlati, estinti da secoli, (Buklin, Baikot, Yarin, Yastin, Ashkyshtym e Koibalkyshtym i cui nomi compaiono sugli elenchi compilati dagli esattori delle tasse sulle pellicce zaristi, nel XVII secolo) vengono definiti ienisseiani dai linguisti e dagli etnografi.